# Scorpiops hardwickii
Scorpiops hardwickii es una especie de escorpión del género Scorpiops, familia Euscorpiidae. Fue descrita científicamente por Gervais en 1843.
Habita en Nepal, Pakistán, China e India. Scorpiops hardwickii mide 36-58,6 mm.